# 常磐井堯猷
常磐井 堯猷（ときわい ぎょうゆう、明治5年3月15日（1872年4月22日） - 昭和26年（1951年）1月27日）は、明治から昭和期にかけての僧侶、梵語学者、真宗高田派管長。

## 経歴
近衛忠房の三男として生まれた。小学校を終えた後、ドイツに留学した。シュトラスブルク大学でマックス・ミュラー博士に17年間師事、哲学、梵文学を専攻、イギリスなど、欧州各国を歴巡。帰国後京都帝大文学部教授となり、梵語を教えた。1913年（大正2年）、養父堯煕（叔父でもある）の後を受け真宗高田派管長となり、6年後、男爵を襲爵した。また、帝国東洋学会の創設者でもあり、生涯梵文学研究を続け「梵語辞典」（全11巻）を刊行した。

## 系譜
- 父：近衛忠房
- 養父：常磐井堯熙(近衛忠房の弟)
- 母：島津光子 - 島津斉彬の養女、島津久長の娘
  - 妻：文子（大谷光尊の娘）
    - 長女：教子（沢宣一の妻）
    - 長男：堯祺

  - 妻：鋀子（藤堂高潔・蜂須賀量子の娘）
  - 妻：貞子（久世広業の娘）
  - 妾：金丸まき
    - 庶子：礼子
    - 庶子：祗子
    - 庶子：鸞猷